# Leikshakoaddioaivi
Leikshakoaddioaivi är ett berg i Finland. Det ligger i Utsjoki kommun i landskapet Lappland, i den norra delen av landet, 1 000 km norr om huvudstaden Helsingfors. Toppen på Leikshakoaddioaivi är 422 meter över havet. Leikshakoaddioaivi ingår i Paistunturit.
Terrängen runt Leikshakoaddioaivi är varierad.  Trakten runt Leikshakoaddioaivi är nära nog obefolkad, med mindre än två invånare per kvadratkilometer. Det finns inga samhällen i närheten. Omgivningarna runt Leikshakoaddioaivi är i huvudsak ett öppet busklandskap.